# Vlasenica

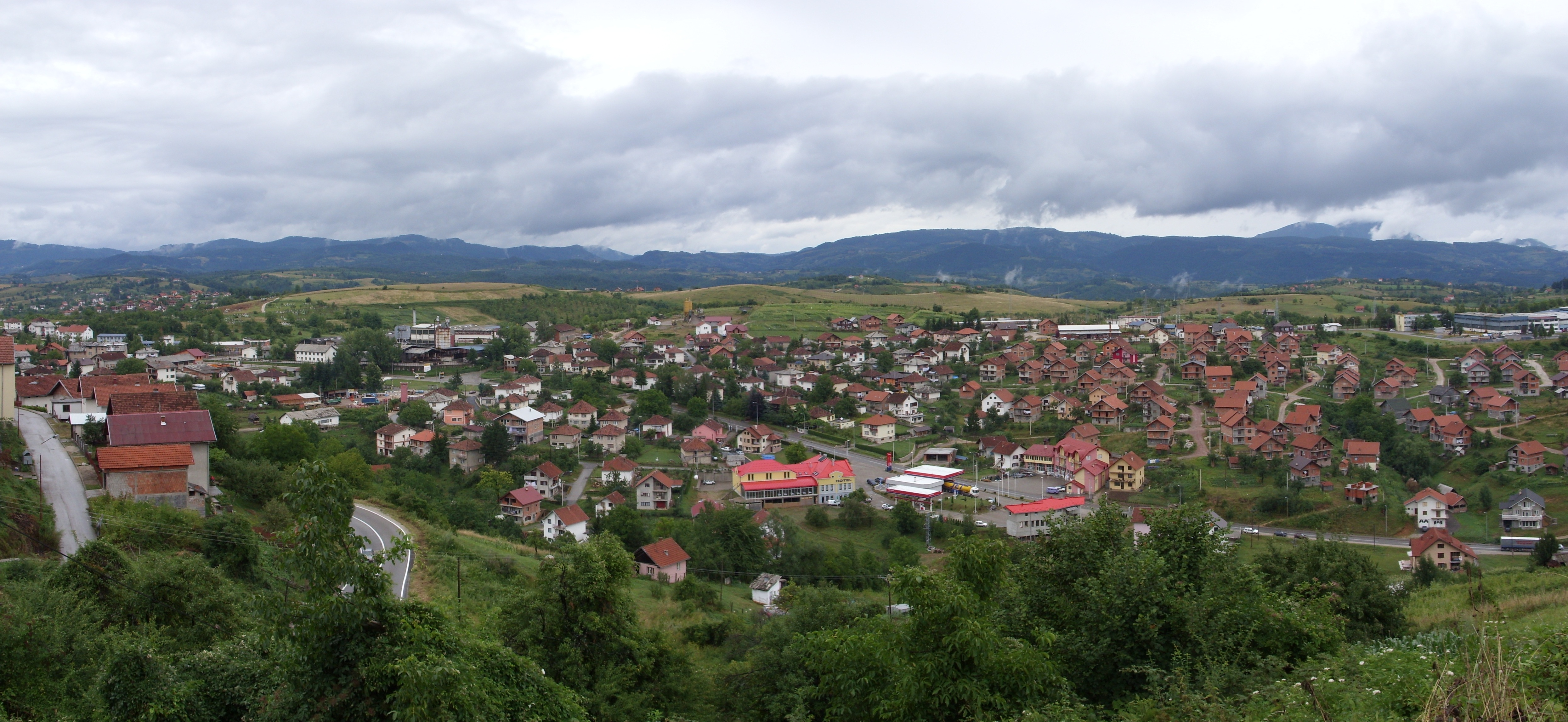
Blick auf die Unterstadt

Vlasenica (serbisch-kyrillisch Власеница) ist eine Stadt und Verwaltungssitz der gleichnamigen Verbandsgemeinde im Osten der Republika Srpska in Bosnien und Herzegowina. Der Ortsname stammt vom serbokroatischen Wort vlas (zu Deutsch „Haar“). Vlasenica bedeutet so viel wie „Haarnadel“. Die Fernstraße nach Sarajevo steigt am Südrand der Stadt in engen Haarnadelkurven in Richtung des Pogled-Passes an.

## Geografie
Die Gemeinde Vlasenica befindet sich in einem gebirgigen Gelände am Flüsschen Tišća, einem Zufluss der Drinjača. Das Gemeindegebiet erstreckt sich vom Kamm des Javor-Gebirges im Süden bis zum Höhenzug Donji Birač und dem Lauf der Drinjača im Norden über etwa 20 km Breite zwischen 400 (im Osten) bis 1400 m Höhe (im Süden).
Das Gemeindegebiet wird begrenzt von den Verbandsgemeinden Šekovići und Zvornik im Norden, Bratunac und Milići im Osten, Han Pijesak im Süden sowie Kladanj im Westen. Die Grenze zur Gemeinde Kladanj ist gleichzeitig die innerbosnische Entitätengrenze.

### Gemeindegliederung
Zur Gemeinde gehören 38 Siedlungen, die den 9 Lokalgemeinschaften Cerska, Cikote, Donji Zalukovik, Gorni Zalukovik, Gradina, Mišari, Piskavice, Simići und Vlasenica zugeordnet werden. Bis 1992 gehörte zudem die Nachbargemeinde Milići mit 5 Lokalgemeinschaften und 54 Siedlungen zu Vlasenica. Sie spaltete sich am 21. April 1992 nach dem Referendum über die Unabhängigkeit des Landes im Vorfeld des Bosnienkrieges ab.

## Bevölkerung
Zur Volkszählung 1991 hatte die Gemeinde (mit Milići) 33.942 Einwohner. Davon bezeichneten sich 18.727 als Bosniaken (55,17 %) und 14.359 als Serben (42,3 %). 856 Bewohner (2,52 %) gaben andere Zugehörigkeiten an. Ohne Milići hatte die Gemeinde 17.904 Einwohner, darunter 12.573 Bosniaken (70,22 %) und 6752 Serben (37,71 %).
In der Stadt Vlasenica selbst lebten damals 7909 Menschen. Auch hier stellten die Bosniaken mit 4800 Bewohnern (60,69 %) die absolute Mehrheit. 2743 Einwohner bezeichneten sich als Serben (34,68 %). Lokalgemeinschaften mit serbischer Bevölkerungsmehrheit waren Gornji Zalukovik (97,26 %), Mišari (74,36 %) und Simići (94,58 %).
Heute ist die Einwohnerzahl der strukturschwachen Gemeinde um beinahe ein Drittel niedriger als 1991.

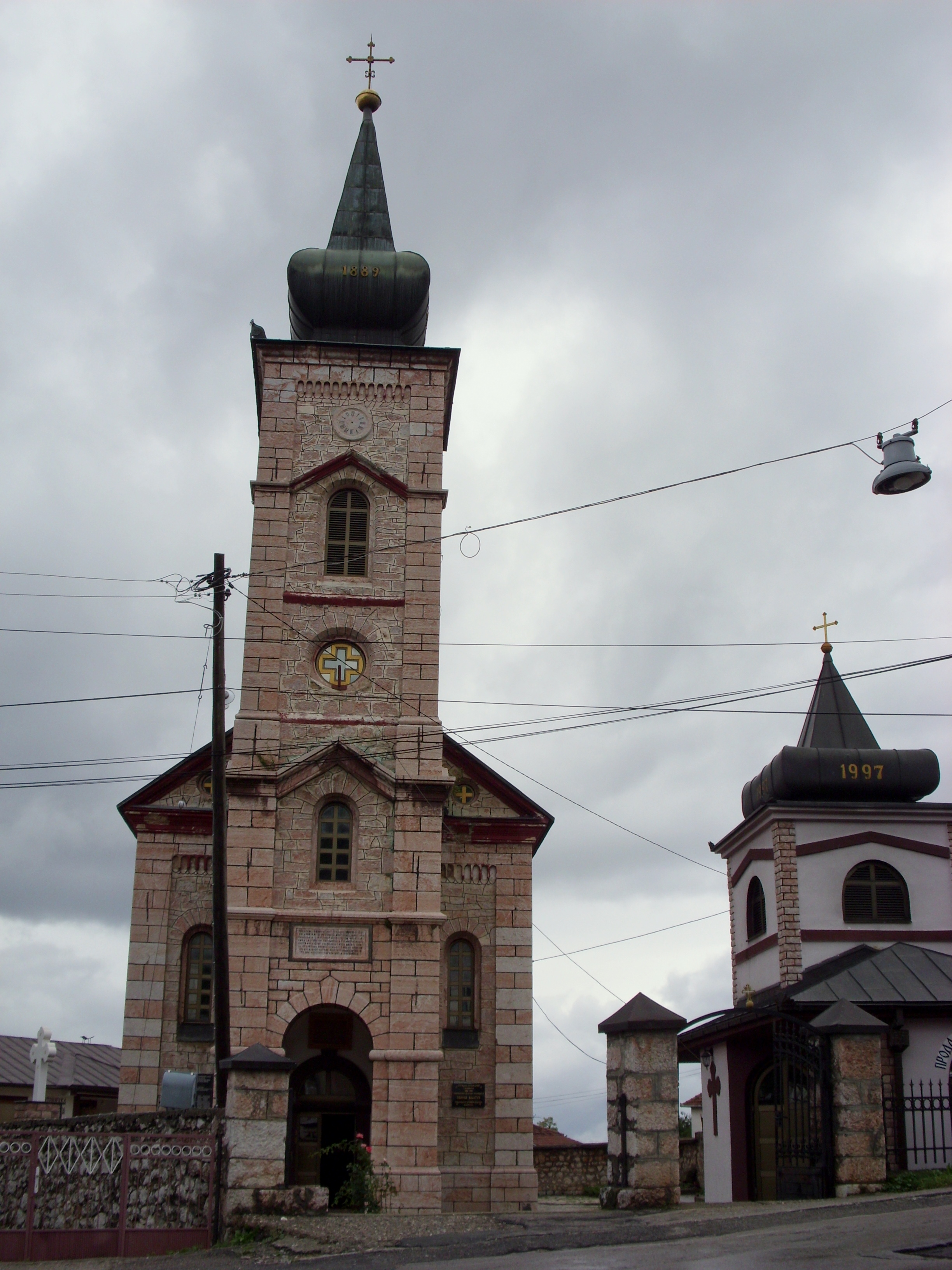
Die serbisch-orthodoxe Kirche Hl. Apostel Peter und Paul im Stadtzentrum

## Geschichte
Die Gegend um Vlasenica gehörte ab der ersten Hälfte des 13. Jahrhunderts zum Königreich Bosnien; in der näheren Umgebung der Stadt befand sich die wichtige Burg Borač.
Nach der Annexion Bosniens durch Österreich-Ungarn im Jahr 1878 wurde Vlasenica Garnisonsstadt. Hier war das I. Bataillon des Ungarischen Infanterieregiments Nr. 62 „Ludwig III. König von Bayern“ stationiert.
Im Bosnienkrieg gehörte Vlasenica zunächst zu den Gebieten mit unsicherer Bevölkerungsmehrheit. Im Januar 1992 erklärten verschiedene serbische Persönlichkeiten aus der Region mehrere Gemeinden – unter ihnen Vlasenica – zur Serbischen Autonomen Region Birač. Milenko Stanić aus Vlasenica wurde zum „Premierminister“ dieses selbsternannten Staates ernannt. Zwischen dem 20. und 26. April 1992 übernahmen die JNA und serbische Milizen die Kontrolle über die Stadt. Kurz danach wurden im östlich gelegenen Ortsteil Zaklopača 83 Bosniaken ermordet.
Die bosniakische Bevölkerungsgruppe, welche zuvor die Mehrheit stellte, wurde zwischen Mai und Oktober 1992 fast ausnahmslos in Richtung Kladanj und Tuzla vertrieben bzw. mit Bussen an die Front deportiert. Bosniaken, die sich weigerten, die Stadt zu verlassen, wurden festgenommen und im Lager Sušica gefangen gehalten. Außerdem war Vlasenica Hauptquartier des Drina-Korps der VRS. Nach dem Krieg war die Gemeinde zunächst ausschließlich von bosnischen Serben bewohnt, unter ihnen etwa 7000 Flüchtlinge aus anderen Teilen des Landes. Durch den westlichen Gemeindeteil verlief die Hauptkampflinie. Dort sind einige Gebiete in unmittelbarer Nähe der heutigen Entitätengrenze noch vermint. Die größten Zerstörungen erlitten die Dörfer um Cerska im Nordosten der Gemeinde sowie die Siedlung Jarovlje.
Die am 9. Oktober 1995 durchgeführte erste Zeugenbefragung am ICTY in Den Haag beschäftigte sich mit dem Lager Šušica in Vlasenica im Zusammenhang mit der Anklage gegen dessen Wachekommandanten Dragan Nikolić (1957–2018).
Im Dezember 1998 kam es nach der Festnahme des VRS-Generals Radislav Krstić durch die SFOR in Vlasenica vorübergehend zu Demonstrationen und tumultartigen Versammlungen.
Heute sind in Vlasenica deutsche EUFOR-Soldaten stationiert.

## Wirtschaft
Große Teile des Gemeindegebietes – etwa vier Fünftel – sind dicht bewaldet. Landwirtschaft ist nur beschränkt möglich. Die Stadt war jedoch vor dem Krieg ein Industriestandort. Der größte Arbeitgeber war die Aluminiumverarbeitende Fabrik ALPRO, die von der Bauxitmine in Milići abhing.

### Verkehr
Über die Fernstraße M19 ist Vlasenica mit Sarajevo (84 km) und Zvornik (50 km) verbunden. Die erste Straße auf dieser Strecke wurde 1879 eröffnet. In der Stadt zweigt die M19.2 in nordwestliche Richtung nach Tuzla (85 km) ab. Ein Eisenbahnanschluss besteht nicht.

## Persönlichkeiten
- Flory Jagoda (1923–2021), Sängerin sephardischer Musik, wuchs in Vlasenica auf
- Radislav Krstić (* 1948), Kommandant des VRS-Drina-Corps zur Zeit des Massakers von Srebrenica
- Velibor Đurić (* 1982), Fußballspieler
- Vedad Ibišević (* 1984), Fußballspieler